# Mesoceration semicarinulum
Mesoceration semicarinulum är en skalbaggsart som beskrevs av Perkins 2008. Mesoceration semicarinulum ingår i släktet Mesoceration och familjen vattenbrynsbaggar. Inga underarter finns listade i Catalogue of Life.